# 超級機器人大戰OG THE MOON DWELLERS
《超級機械人大戰OG THE MOON DWELLERS》，是由万代南梦宫娱乐於2016年6月30日在PlayStation 3用及PlayStation 4上發售的回合制戰略角色扮演遊戲。本作是由《超級機械人大戰系列》作品中登場的原創角色構成的ORIGINAL GENERATION系列作品之一，為超級機械人大戰系列25周年記念作品的第一彈。宣傳詞為「超級機械人大戰OG，新篇章 自月球與時空門（超次元之門）而來，前所未有的災難――」。本作為《超級機械人大戰系列》首次推出繁體中文版，於2016年7月7日發售。

## 參戰作品
☆為OG主線系列初登場。
- α系列
  - 超級機器人大戰α
  - 超級機器人大戰α外傳
  - 第2次超級機器人大戰α
  - 第3次超級機器人大戰α 終焉之銀河
- 任天堂攜帶機系列
  - 超級機器人大戰A
  - 超級機器人大戰R
  - 超級機器人大戰D
  - ☆超級機械人大戰J
- 其他超級機械人大戰系列遊戲作品
  - 第4次超級機器人大戰/F/F完結篇
  - 魔装機神系列
  - 超級機器人大戰COMPACT2（日语：スーパーロボット大戦COMPACT2）/IMPACT（日语：スーパーロボット大戦IMPACT）
  - 新超級機器人大戰（日语：新スーパーロボット大戦）
  - ☆超級機械人大戰GC/XO（日语：スーパーロボット大戦GC）
  - 超級機器人大戰MX
  - ☆無限邊疆 超級機器人大戰OG SAGA
- 超級機械人大戰系列媒體作品
  - LOST CHILDREN（ロストチルドレン）
  - 超級機械人大戰OG -The Inspector-
  - 超級機械人大戰OG 告死鳥戰記
- 超級機械人大戰系列以外作品
  - Compati Hero系列[2]
  - ☆GRANDREAD（日语：グランドレッド）
  - 英雄戰記（日语：ヒーロー戦記 プロジェクト オリュンポス）
  - REAL ROBOT REGIMENT（日语：リアルロボットレジメント）

### 封面登場機體
括號內為該機體初次登場作品。
通常版
- 格蘭帝特（超級機械人大戰J）
- 魂之劍FF（超級機械人大戰GC/XO）
- 雙界皇帝（超級機械人大戰OG ORIGINAL GENERATIONS）
- 古鐵·巨人（超級機械人大戰COMPACT2）
- EXEX凶鳥（第2次超級機械人大戰OG）
- 空之騎士（超級機械人大戰D）
- 超軍神（第2次超級機械人大戰α）
- SRX（新超級機械人大戰）

初回限定版
只有PS4版。由大張正己設計。
- 格蘭帝特（超級機械人大戰J）
- 魂之劍FF（超級機械人大戰GC/XO）
- G雙界皇帝（超級機械人大戰OG外傳）
- EX凶鳥格鬥型（超級機械人大戰OG The Inspector）
- 超軍神（第2次超級機械人大戰α）

## 音樂
由JAM Project負責本作的主題曲和片尾曲。片頭曲為，片尾曲為「Heaven's Door」。

## 關連作品
- PROJECT X ZONE

## 註解
1. ↑  簡稱「OG」，中文地區坊間有譯作「原創世紀」。

## 來源
1. ↑  .   [2016-07-03]. （原始内容存档于2017-03-05）.
2. ↑  「SD英雄之挑戰2」（ザ・グレイトバトルII ラストファイターツイン）為OG系列初登場。

## 外部連結
- 官方网站
- 台灣萬代南夢宮娛樂網站遊戲介紹 （页面存档备份，存于）